# Grüfflingen
Grüfflingen ist ein in der belgischen Eifel gelegenes Dorf mit rund 350 Einwohnern, das zur Gemeinde Burg-Reuland gehört. Es gehört zum Territorium der Deutschsprachigen Gemeinschaft in Belgien.

## Geographie

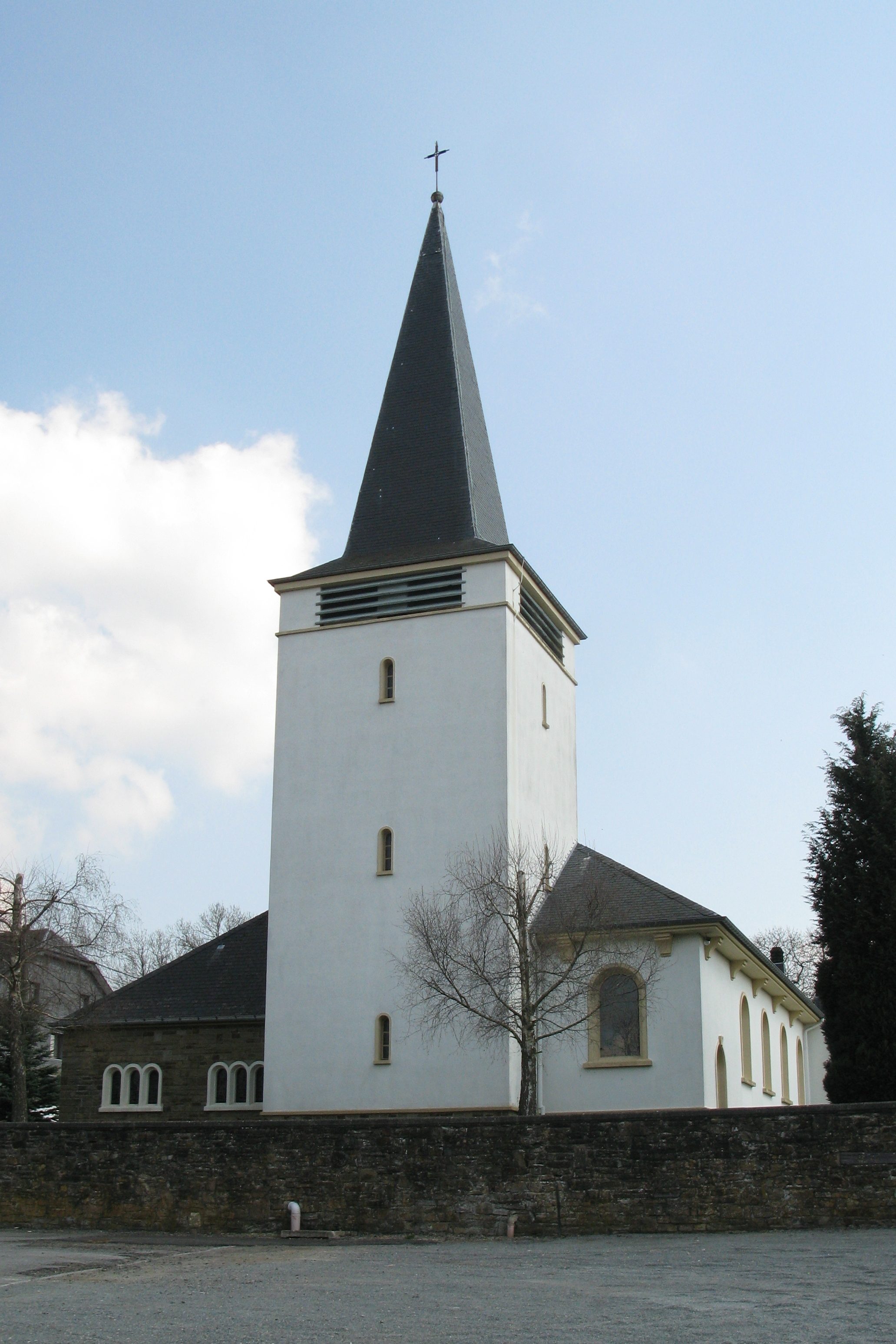
Kirche in Grüfflingen

Grüfflingen liegt 7 Kilometer nordwestlich des Zentralortes Reuland, unmittelbar nordöstlich von Thommen. Die Stadt Sankt Vith liegt ca. 8 Kilometer nördlich. Die Landschaft ist durch landwirtschaftliches Grünland, im Osten durch Wald geprägt. Westlich des Ortes befindet sich der Hochtumsknopf, ein Berg mit einem 1825 entdeckten eisenzeitlichen Hügelgrab, in dem Scherben, Knochen, Asche und ein eiserner Behälter gefunden wurden.

## Bevölkerung
Die Ortschaft zählt ungefähr 350 Einwohner.

## Geschichte
Bis zur belgischen Gemeindereform 1977 gehörte Grüfflingen zur Gemeinde Thommen, die dann in der neuen Großgemeinde Burg-Reuland aufging.

## Wirtschaft und Verkehr
Grüfflingen liegt verkehrsgünstig an der N62/E421, die Aachen bzw. Lüttich über Sankt Vith mit Luxemburg verbindet. Es verfügt über ein Gewerbegebiet am nördlichen Ortsrand.